# 라이네크역
라이네크역(독일어: Bahnhof Rheineck)은 스위스 장크트갈렌주의 라이네크 지자체에 서비스를 제공하는 철도역이다. 역은 A1 고속도로, 알터라인강 수로 및 역 반대편 측면에 오스트리아 국경이 있는 라이네크 마을 중심의 동쪽 가장자리에 있다.
역은 장크트마르그레텐-로르샤흐 철도 노선의 중간 정류장이며, 라이네크-발첸하우젠 산악 철도의 하단 종점이다. 라이네크과 장크트갈렌 시 및 기타 지역 마을을 연결하는 장크트갈렌 S-반 서비스 S2, S4 및 S5와 발첸하우젠까지 셔틀 서비스를 제공하는 S26 서비스가 제공된다. S2, S4 및 S5는 각각 매시간 운행하며 장크트갈렌을 오가는 시간당 3개의 열차를 제공하며, S26은 시간에 따라 시간당 1회 또는 2회 왕복 운행한다.
라이네크는 또한 콘스탄스 호수에 있는 스위스 해운 서비스의 동쪽 끝이며, 마을의 상륙 단계는 알터라인 수로에 있다. 착륙 단계는 A1 고속도로 아래 보행자 지하철로 역과 연결된다. 지역 버스 서비스는 역 건물에 인접한 버스 정류장에서 운행된다.
역에는 트윈 트랙 본선의 양쪽에 2개의 측면 플랫폼이 있다. 역 건물은 서쪽 승강장과 접하고 보행자 지하철로 동쪽 승강장과 연결되어 있다. 라이네크-발첸하우젠 노선은 실제로 서부 본선 플랫폼에 위치한 자체 플랫폼에서 시작한다.

## 갤러리

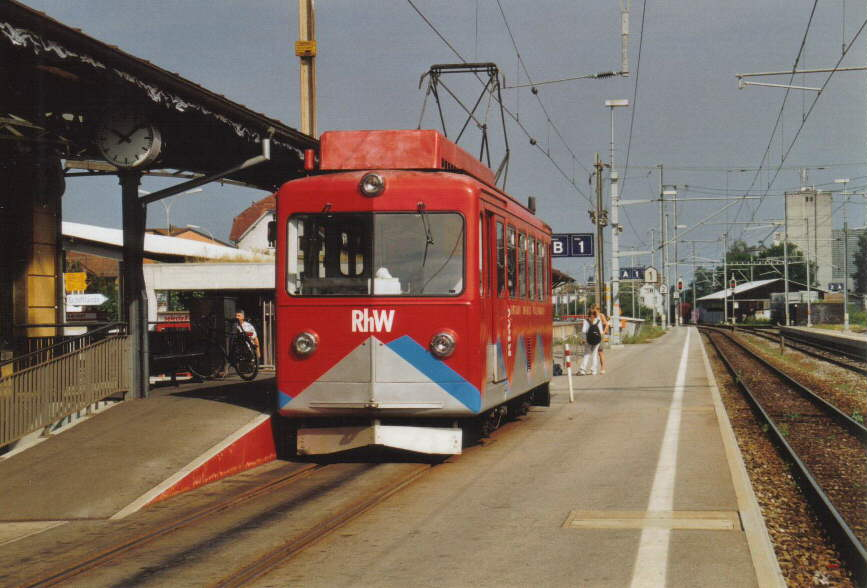
종점의 라이네크-발첸하우젠 차량
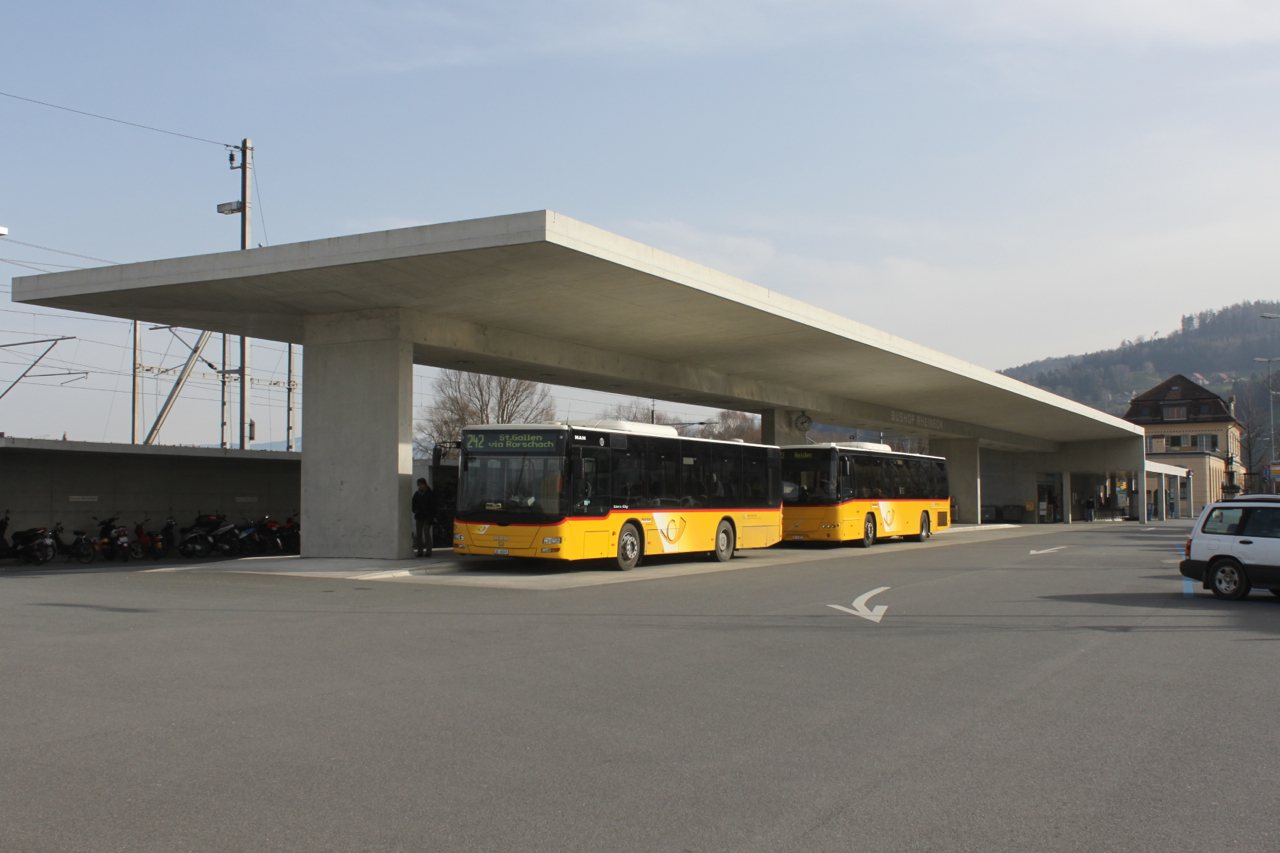
버스역
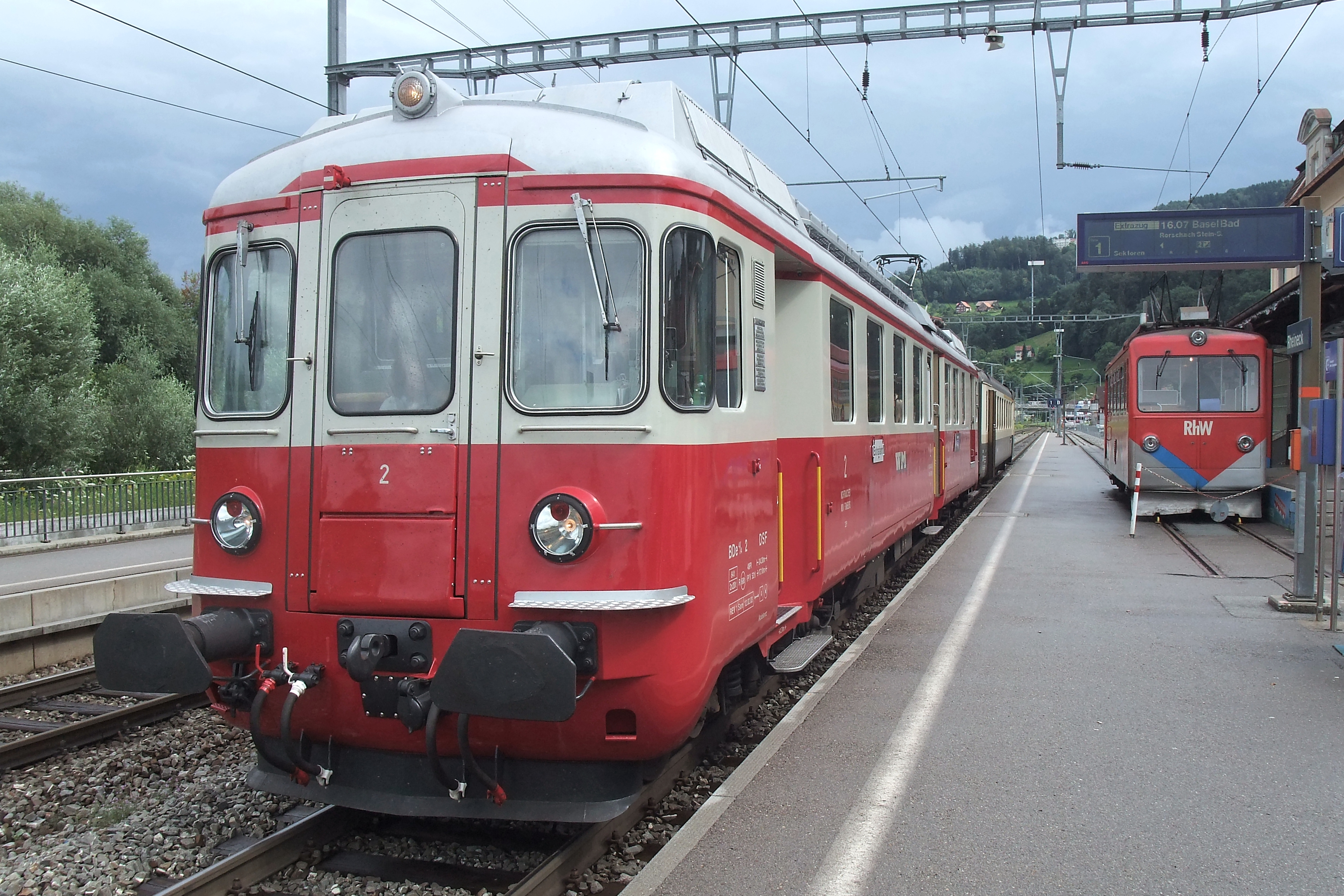
개원 역사 차량
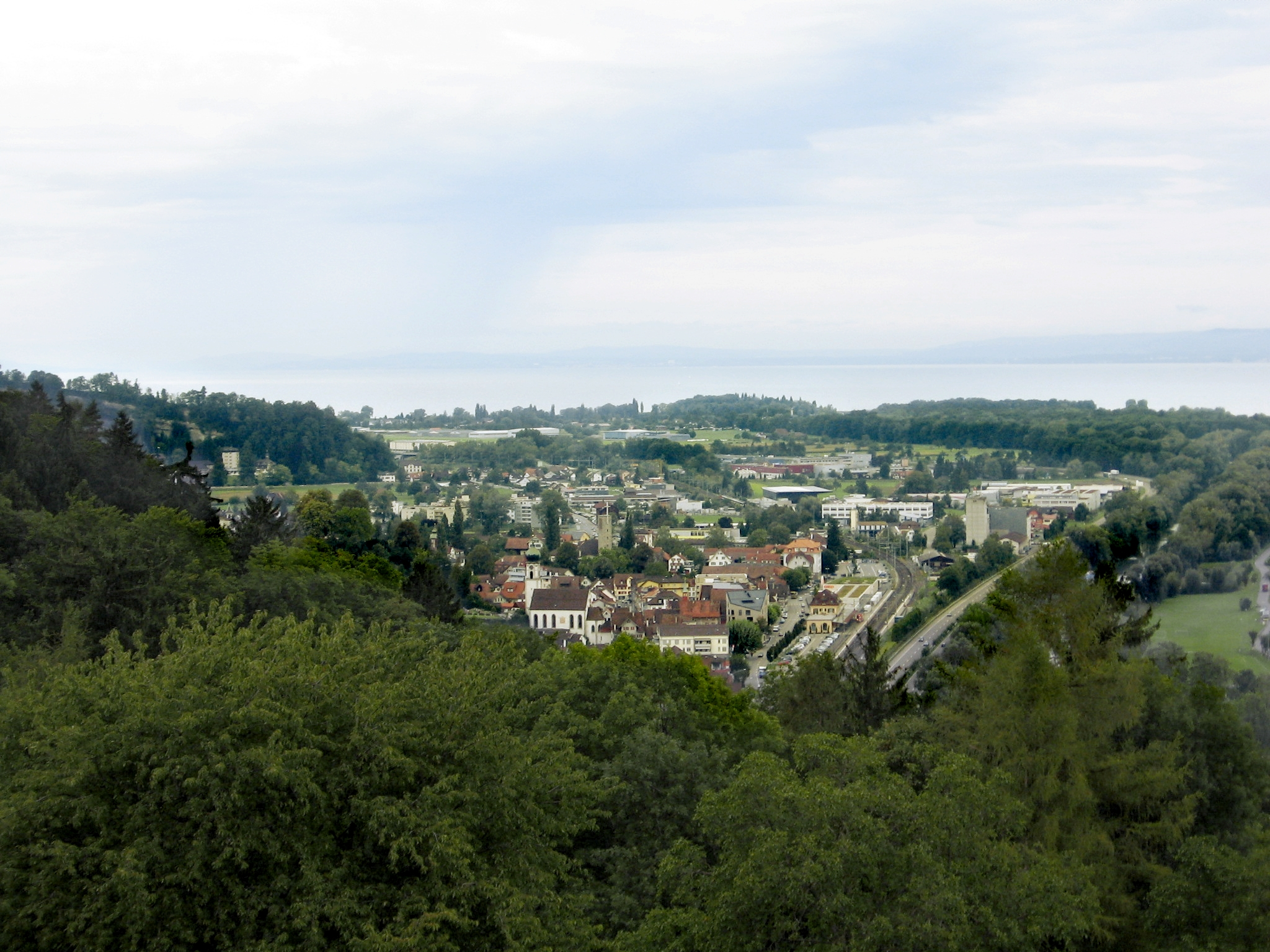
역